# Juraj Jánošík

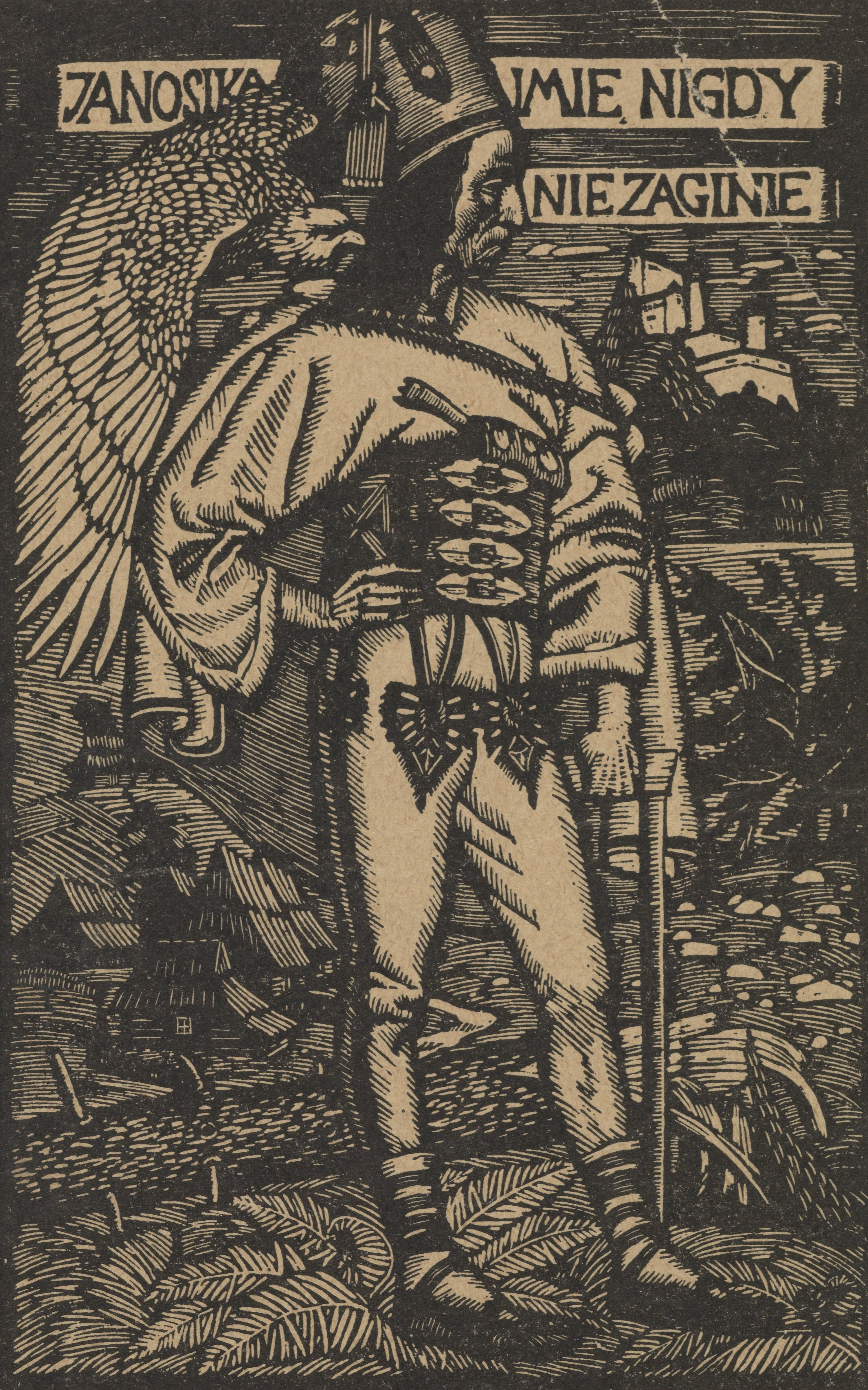
Juraj Janosik, Gravat sobre fusta per Władysław Skoczylas

Juraj Jánošík   (Terchová, 25 de gener de 1688 - Liptovský Mikuláš, 17 de març de 1713), també conegut com a Juro o Jurko (pronunciació eslovaca: ɾjuɾaj ˈjaːnɔʃiːk) fou un bandoler eslovac i figura èpica de la cultura eslovaca i polonesa. Ha estat el protagonista de moltes novel·les, poemes i pel·lícules eslovacs. Segons la llegenda, robava els rics i ho donava als pobres. La seva fama arriba a Polònia i la República Txeca. El personatge històric és molt llunyà de la llegenda, formada en el segle xix. La imatge de Jánošík com a símbol de resistència a l'opressió es va reforçar quan els poemes sobre ell van passar a formar part del currículum de literatura i escola secundària eslovaca i txeca, i amb les pel·lícules que van difondre la seva llegenda en el segle xx. Durant la insurrecció nacional eslovaca antinazi, un dels grups partisans portava el seu nom.

## Biografia
Jánošík va néixer poc abans del seu bateig el 25 de gener de 1688. Els seus pares eren Martin Jánošík i Anna Čišníková de Terchová. Els seus padrins eren Jakub Merjad i Barbara Krištofíková. El seu nom, ("Jordi" en català) ha estat un nom molt comú a tot Europa i el seu cognom encara és habitual al voltant del seu lloc de naixement.
Va créixer al poble de Terchová, en el Regne d'Hongria (actual districte de Žilina al nord-oest d'Eslovàquia). Va lluitar amb els insurgents de Kuruc quan tenia quinze anys. Després de perdre la batalla de Trenčín, Jánošík va ser reclutat per l'exèrcit dels Habsburg. A la tardor de 1710, com a jove guàrdia de la presó a Bytča, va ajudar Tomáš Uhorčík a escapar. Van formar un grup de lladres de camins i Jánošík es va convertir en el seu líder als de 23 anys, després que Uhorčík es quedés per instal·lar-se a Klenovec. El grup era actiu principalment al nord-oest del Regne d'Hongria (avui Eslovàquia), al voltant del riu Váh entre Važec i Východná, però el territori de la seva activitat es va estendre també a altres parts de l'Eslovàquia actual, així com a Polònia i Moràvia. La majoria de les seves víctimes eren comerciants rics. Sota el lideratge de Jánošík, el grup va ser excepcionalment cavallerós: no van matar a cap de les víctimes robades i fins i tot van ajudar a un sacerdot accidentat. També es diu que compartien el seu botí amb els pobres i aquesta part de la llegenda també es podria basar en fets.
Jánošík va ser capturat a la tardor de 1712 i detingut a Hrachovo, però poc després va ser alliberat. Va ser capturat de bell nou la primavera de 1713, a la residència d'Uhorčík a Klenovec. Uhorčík vivia allà sota el nom fals de Martin Mravec. Segons una llegenda generalitzada, va ser aglapit en una taverna regentada per Tomáš Uhorčík, després de caure en llenegar sobre els pèsols escampats pel trespol, llançats al seu pas per una anciana traïdora. Jánošík va ser empresonat i jutjat a Liptovský Svätý Mikuláš, actual Liptovský Mikuláš.
El seu judici va tenir lloc el 16 i el 17 de març de 1713 quan va ser condemnat a mort. La data de la seva execució no es va registrar, però era costum dur-la a terme tan aviat com acabés el judici. La forma de la seva execució va passar a formar part de la seva llegenda moderna. Es va perforar un ganxo pel seu costat esquerre i va ser penjat fins a morir. Aquesta forma d'execució brutal estava reservada als caps de les colles de lladres. No obstant això, també seria possible que Jánošík fos penjat.

## Altres membres de la colla de Jánošík
- Vrabel i Hunčiak (aka Huncaga) (anomenat Turiak) de Staškov
- Jakub Chliastkov d'Oščadnica
- Ondráš de Dlhá nad Kysucou
- Ondrej Kindis de Dlhé Pole
- Plavčík de Dunajov
- Pavol Bernatík de Nová Bystrica
- Kovalský i Bagaj de Raková
- Kovalíček, Holubek i Valíček de Moràvia
- Gavora, Satora i Oresiak de Polònia

## Jánošík al cinema
- 1921 Jánošík. Primer llargmetratge eslovac; finançat per Slovak-American Tatra Film Co.; director: Jaroslav Jerry Siakeľ, Jánošík: Theodor Pištěk (actor)|Theodor Pištěk. (Basant-se en aquesta pel·lícula, la UNESCO registrà Eslovàquia com el desè cinema nacional del món en començar a produir.[2]
- 1935 Jánošík. Film eslovac i texc; director: Martin Frič, Jánošík: Paľo Bielik.
- 1954 Janosik. Primera animació polonesa; director: Włodzimierz Haupe and Halina Bielińska.
- 1963 Jánošík I i II. Pel·lícula eslovaca; director: Paľo Bielik, Jánošík: František Kuchta.
- 1974 Janosik. Film polonès; director: Jerzy Passendorfer, Janosik: Marek Perepeczko.
- 1974  Janosik. Polonesa, 13 episodis de televisió; director: Jerzy Passendorfer, Janosik: Marek Perepeczko.
- 1976 Zbojník Jurko. Film d'animació eslovac; director: Viktor Kubal.
- 1991 Zbojník Jurošík. Film eslovac, sèrie de televisió de 28 episodis d'animació; director: Jaroslav Baran.
- 2009 Jánošík. Pravdivá história / Janosik. Prawdziwa historia. Coproducció eslovaco-polonesa-txeca; director: Agnieszka Holland i Katarzyna Adamik, Janosik: Václav Jiráček.

## Jánošík a la literatura
- 1785 Autor anònim. Staré nowiny liternjho uměnj, May 1785.
- 1809 Bohuslav Tablic. Slowensstj Werssowcy. Collecta revirescunt. Swazek druhý.
- 1814 Pavel Jozef Šafárik.Tatranská Můza s ljrau Slowanskau.
- 1829 Johann Csaplovics. Gemälde von Ungern.
- 1845 Štefan Marko Daxner. Orol Tatránski.
- 1846 Ján Botto. Holubica, Zábavník Levočskích Slovákou.
- 1846 Samo Chalupka. Orol Tatránski.
- 1862 Ján Botto. Lipa.
- 1867 Jonáš Záborský. Jánošík's Dinner."
- 1875 Nyitramegyei Szemle.
- 1884 August Wrześniowski. Pamięci Towarzystwa Tatrzańskiego.
- 1884 Alois Jirásek. Staré pověsti české.
- 1893 Július Žorna|Dobrý Slovák. Jánošík, the Lad of Freedom: A Legend of Times Gone By.
- 1894 Gustáv Maršall-Petrovský. Jánošík, Captain of Mountain Lads – His Tumultuous Life and Horrific Death. A Novel. — Font del guió de la pel·lícula eslovaca de 1821 Jánošík.
- 1900 George J. Krajsa, Janosik.
- 1910 Jiří Mahen, Jánošík.
- 1933 Ján Hrušovský, "Jánošík." Slovenská politika. — Narracions publicades més endavant com a novel·la.
- 1943 Mária Rázusová-Martáková,................. Jánošík: A Rhymed Play in Five Acts.
- 1947 Stanisław Nedza-Kubiniec, Janosik: A Poem About the Highwayman who Wanted to Make the World Equal.
- 1955 Mária Rázusová-Martáková, Tales about Jánošík.
- 1958 Jalu Kurek, Janosik...
- 1964 Käthe Altwallstädt, "Janosik and the Students." Die blaue Rose: Märchen aus Polen.
- 1969 Katarzyna Gaertner, music, and Ernest Bryll, lyrics, Painted on Glass. — Musical que a Bratislava va tenir el recorregut més llarg del teatre eslovac.
- 1970 Stanislav Štepka, Jááánošííík.
- 1972 Tadeusz Kwiatkowski, Janosik.
- 1972 Štefan Gráf, Jur Jánošiak.
- 1979 Ľubomír Feldek, Jánošík According to Vivaldi.
- 1980 Margita Figuli, A Ballad of Jur Jánošík.
- 1980 Ladislav Ťažký, Jánošík's Tear.
- 1985 John H. Hausner, "Jánošík, We Remember!" And Other Poems.
- 1993 Василь Iванович Сави, Яносик, польська народна казка.
- 1994 Anton Marec, Jánošík, Jánošík..."